# Seven Reizh
Seven Reizh is een Franse band uit de omgeving van Nantes. Centrale personen uit de band zijn Claude Mignon en Gérard le Dortz. De muziek is voornamelijk progressieve rock, doch daarin zijn verwerkt allerlei etnische invloeden uit bijvoorbeeld Algerije, Bretagne, maar ook Keltische invloeden zijn hoorbaar. Men maakt daarbij gebruik van etnische instrumenten.
Opnamen van muziekalbums  nemen lange tijd in beslag. Men is anno 2008 nog steeds bezig een trilogie af te leveren, waarvan de eerste twee delen al geruime tijd verkrijgbaar zijn.

## Discografie
- (2001): Strinkadenn Ys
- (2006): Samsâra
- (2008): Live Dvd
- (2015): La Barque ailée
- (2018): L'Albatros